# Charles Ledoulx
Charles Fortuné Louis Alexandre Xavier Ledoulx, né le 21 avril 1844 à Tunis et mort le 10 janvier 1898 à Jérusalem, est un diplomate français qui fut notamment consul de France à Jérusalem, ministre plénipotentiaire de 1885 à 1898 date de sa mort.
Il est Jeune de langues à Smyrne en 1862, drogman à Jérusalem en 1863, drogman-chancelier à la Canée en 1864, puis à Suez en 1866, premier drogman à Tripoli en 1873, consul de 2e classe à Zanzibar en 1880, consul de 1re classe à Port-Saïd en 1885, à Jérusalem en 1885, puis consul général en 1887.